# Skyrunning
Le skyrunning est un sport extrême de course à pied en montagne à une altitude supérieure à 2 000 mètres, avec une pente supérieure à 30 % et une difficulté d'escalade ne dépassant pas le 2e degré. Le terme sky signifie « ciel » en anglais ; il a été utilisé car il traduisait bien la recherche d'altitude et de vertige en skyrunning.

## Histoire
Les premières ascensions de ce genre datent des années 1990, avec l'ascension en course à pied du mont Blanc et de la pointe Dufour. Les années suivantes d'autres sommets sont gravis par des coureurs, par exemple dans l'Himalaya, au Kenya ou au Mexique. Durant le XXe siècle, des guides de haute montagne se sont confrontés sur des ascensions en montagne ce qui a permis d'initier le skyrunning.
En 1992, Marino Giacometti formalise la discipline avec des amis alpinistes et, en collaboration avec la marque Fila, le premier circuit de course est créé en 1993. En 1995, Marino Giacometti fonde la Fédération du sport en altitude (FSA) afin de réglementer le sport,.
En 1998, des championnats du monde sont organisés à Cervinia réunissant les meilleurs spécialistes du monde dont notamment l'Italien Bruno Brunod, le Mexicain Ricardo Mejía ou encore l'Américain Matt Carpenter.
En proie à des difficultés financières, Fila se retire en 2002, mettant un terme à la série ainsi qu'aux épreuves qui la composent,,. La FSA lance alors la Skyrunner World Series en 2002. Héritière de la Fila Skyrunner Series, cette nouvelle série mondiale fait ses débuts avec un panel varié d'épreuves de montagne existantes composé entre autres de Sierre-Zinal, du Mount Kinabalu Climbathon, du Trophée Kima, de la Skyrace Ville d'Aoste, de la course de montagne du Barr Trail et du kilomètre vertical Face de Bellevarde. Le choix des épreuves s'affine par la suite pour cibler presque exclusivement les courses de skyrunning avec notamment le marathon de Pikes Peak aux États-Unis, la 6000D en France ou encore la Dolomites SkyRace en Italie. De nouvelles épreuves telles que Zegama-Aizkorri, la SkyRace Valmalenco-Valposchiavo, ou le Sentiero delle Grigne voient le jour et intègrent le calendrier leur offrant une renommée mondiale,,.
Peu à peu, la discipline s'est développée pour aboutir à des circuits de course impressionnants partout dans le monde. Ce sport est régi depuis 2008 par la nouvelle Fédération internationale de skyrunning créée par Marino Giacometti en 2008. Cette fédération organise des compétitions telles que les Skyrunner World Series. Il existe aussi des fédérations nationales sous forme d'associations comme l'association Skyrunning France.

## Épreuves

### Règlementation

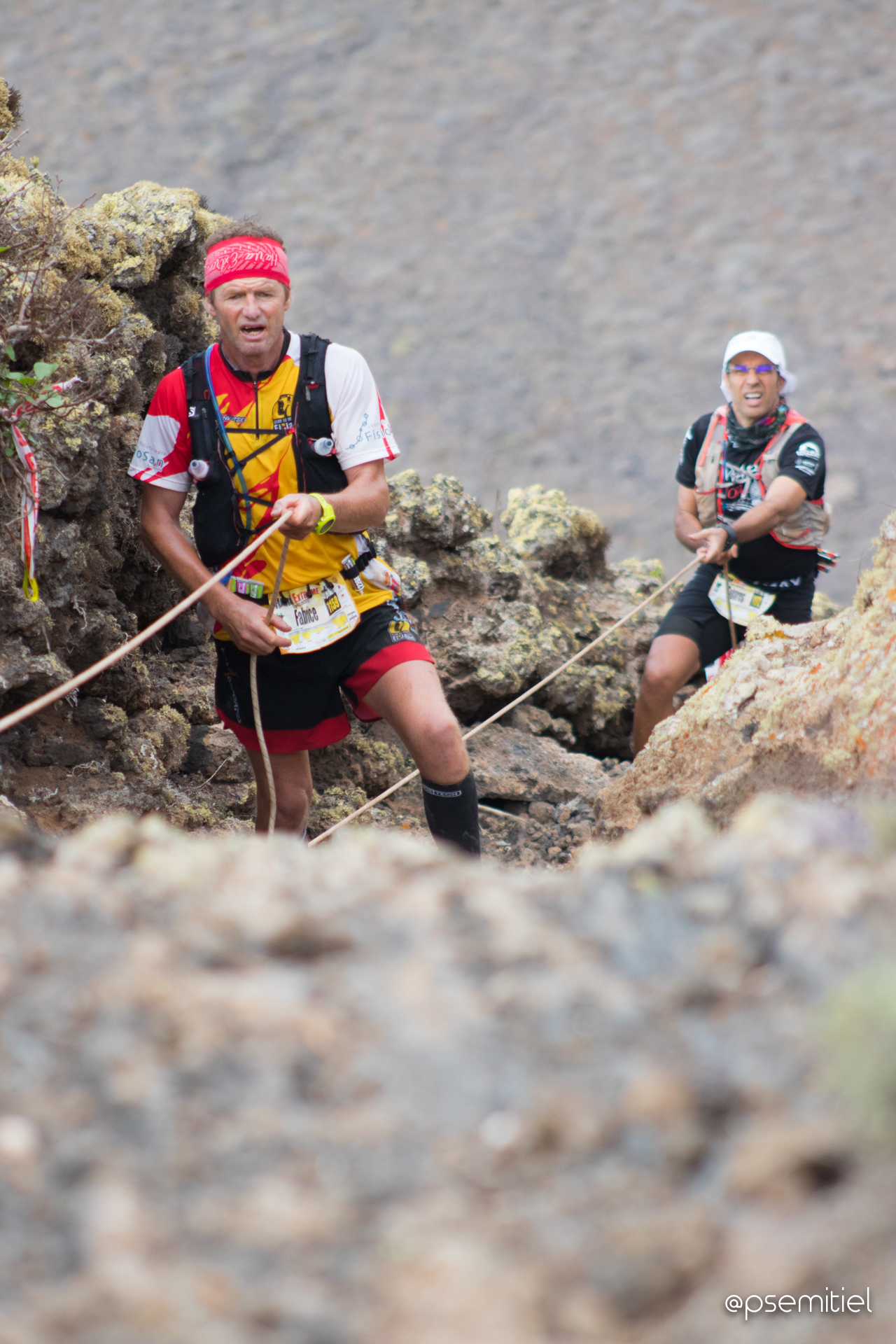
Passage technique avec corde sur l'Haría Extreme Lanzarote.

Selon le règlement de la Fédération internationale de skyrunning, les épreuves doivent se dérouler en priorité sur des chemins et sentiers de montagne et peuvent passer à travers des pierriers, sur des glaciers ou de la neige. Les routes goudronnées doivent représenter moins de 15 % du parcours. Le parcours doit se situer si possible à une altitude supérieure à 2 000 mètres, avec une pente moyenne supérieure à 5 % et une difficulté d'escalade ne dépassant pas le 2e degré. Les coureurs peuvent s'aider de bâtons ou de crampons ainsi que d'installations fixes de type via ferrata. Au moins 5 % du parcours doit avoir une pente supérieure à 30 %. Pour les épreuves organisées en des endroits où le relief ne dépasse pas 2 000 mètres d'altitude, le parcours doit atteindre les sommets locaux les plus élevés,,.
Les épreuves de skyrunning sont divisées en trois catégories :
- Sky : épreuve d'une distance comprise entre 20 km et 49 km avec au minimum 1 200 m de dénivelé positif. Les épreuves se tenant à plus de 4 000 m peuvent être plus courtes mais au moins 10 km ;
- SkyUltra : épreuve d'une distance comprise entre 50 km et 99 km avec au minimum 3 000 m de dénivelé positif. Le temps de course ne doit pas dépasser 16 h ;
- Vertical : kilomètre vertical avec 1 000 m de dénivelé pour une distance maximale de 5 km et une pente moyenne supérieure à 20 %. Au minimum 5 % du parcours doit avoir une pente supérieure à 33 %.

### Épreuves célèbres
L'Italie, berceau du skyrunning, offre un grand nombre d'épreuves dont certaines sont devenues de véritables classiques, telles que la DoloMyths Run, le Trophée Kima ou encore la ZacUP SkyRace. En Espagne les courses Zegama-Aizkorri ainsi que la Transvulcania sont rapidement devenues des épreuves incontournables, tout comme le Matterhorn Ultraks en Suisse. D'autres épreuves se sont rendues célèbres par leur parcours particulièrement éprouvant, comme la Tromsø Skyrace en Norvège, la Glen Coe Skyline en Écosse ou encore la Red Fox Elbrus Race en Russie,,. Hors d'Europe, l'Asie a su se faire sa place dans le monde du skyrunning avec des épreuves comme le Mount Kinabalu Climbathon en Malaisie, la Mount Ontake SkyRace au Japon ou la Yading Skyrun en Chine.

## Compétitions

### Championnats
Depuis 2010, les championnats du monde de skyrunning sont organisés régulièrement et de manière biennale depuis 2014. Ils intègrent les trois catégories du skyrunning, à savoir le SkyMarathon, l'Ultra SkyMarathon et le kilomètre vertical. La première édition propose les épreuves de SkyMarathon dans le cadre du Giir di Mont et de kilomètre vertical dans le cadre du Dolomites Vertical Kilometer. Des championnats du monde d'Ultra SkyMarathon ont également lieu en 2010 dans le cadre du Trophée Kima mais de manière séparée. En 2014, les trois épreuves sont regroupés autour d'un seul événement, le marathon du Mont-Blanc. Cette manière de faire se poursuit les années suivantes mais en 2022, les épreuves sont à nouveau séparées sur plusieurs événements.
Les championnats d'Europe de skyrunning se tiennent de manière régulière depuis 2007. D'abord tenus annuellement, ils ont lieu tous les deux ans depuis 2009 et intègrent au moins deux disciplines du skyrunning,.
L'ISF décide d'étendre la pratique du skyrunning au-delà de l'Europe en organisant en 2015 des championnats continentaux en Asie, en Océanie, en Afrique et en Amérique du Nord. La plupart de ces championnats ne connaissent pas le succès attendu et l'année suivante, seuls les championnats d'Asie et d'Amérique du Nord sont reconduits. Les championnats d'Amérique du Nord connaissent une pause en 2018 avant d'être relancés en 2019, tout comme les championnats d'Océanie ainsi qu'une première édition en Amérique du Sud.
Quelques pays organisent des championnats nationaux au niveau relevé. Berceau du skyrunning, l'Italie voit les championnats italiens de skyrunning organisés depuis 2003 par la Fédération italienne de skyrunning. Affiliée à l'ISF, la Fédération espagnole de sports de montagne et d'escalade organise les championnats d'Espagne de course en montagne sur des épreuves typés skyrunning ainsi que les championnats d'Espagne de kilomètre vertical.

### Skyrunner World Series

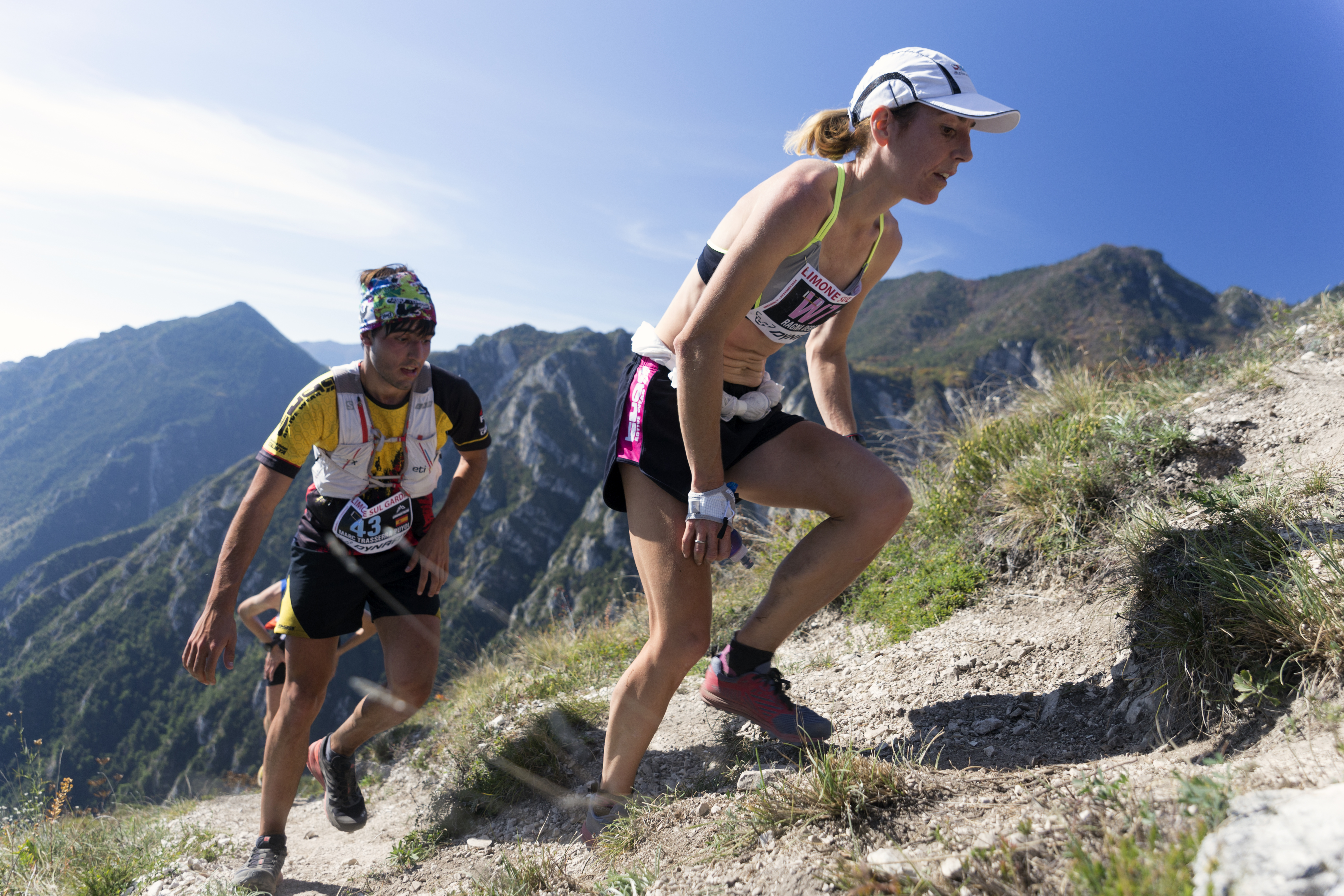
Ragna Debats lors de Limone Extreme, finale de la Skyrunner World Series 2017.

Depuis 2002, la Skyrunner World Series est la plus importante compétition de skyrunning. Combinant épreuves incontournables et nouveautés, elle voit les meilleurs spécialistes du monde entier s'affronter. L'Espagnol Kílian Jornet a donné ses lettres de noblesse à la discipline en alignant les victoires et offrant une médiatisation à ce sport,. D'autres champions tels que Luis Alberto Hernando, Laura Orgué ou Emelie Forsberg se sont illustrés en remportant plusieurs titres,.
Des séries nationales sont également organisées, comme la Skyrunner France Series.

### Golden Trail World Series
Depuis 2018, cette série internationale créée par l'équipementier sportif Salomon, combine plusieurs épreuves prestigieuses de trail, course en montagne et skyrunning. Parmi ces dernières se retrouvent Zegama-Aizkorri en Espagne, la DoloMyths Run en Italie et le marathon de Pikes Peak aux États-Unis.
Des séries nationales sont également organisées comprenant parfois des épreuves de skyrunning.

### Vertical Kilometer World Circuit
En 2017, la Fédération internationale de skyrunning profite de l'engouement autour de la discipline du kilomètre vertical pour organiser un circuit séparé de la Skyrunner World Series et dédié exclusivement à la discipline. Cette série connaît une fin prématurée en 2020. En 2021, une nouvelle série, le VK Open Championship, courue entièrement en Europe lui succède de manière plus confidentielle.

### SkyGames
À la suite du succès des championnats du monde 1998, la Fédération du sport en altitude, puis la Fédération internationale de skyrunning, organise entre 2000 et 2012 les SkyGames, une compétition multisports centrée autour du skyrunning. En plus des épreuves traditionnelles de skyrunning et de kilomètre vertical, d'autres sports sont proposés en reprenant la philosophie du skyrunning. Le duathlon cross est proposé sour le nom de SkyBike, le ski-alpinisme sous le nom de SkySki et le raid nature sous le nom de SkyRaid,.

## Records

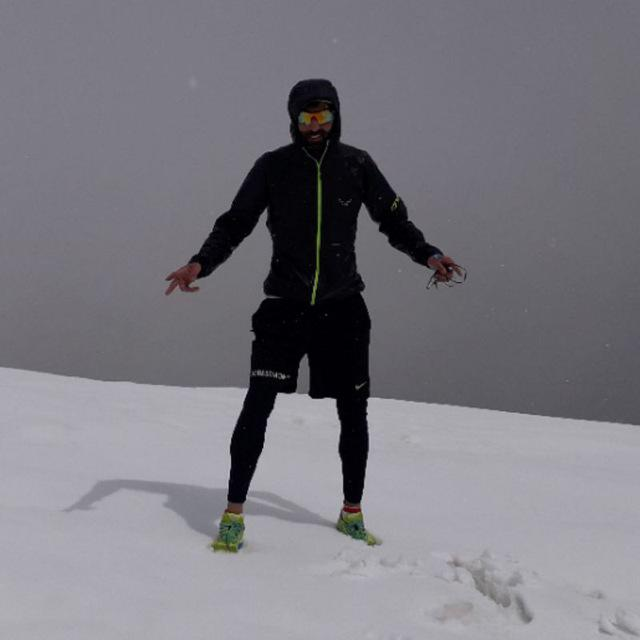
Iman Koushki, détenteur du record d'ascension du mont Damavand.

L'ISF ratifie les records d'ascension et d'aller-retour effectués sur les sommets en suivant les règles établies par la fédération. Les temps peuvent être mesurés par un chronométreur ou par GPS selon les règles du Fastest Known Time,.
En 2013, Kílian Jornet réalise l'aller-retour entre Chamonix et le sommet du mont Blanc en 4 h 57 min 40 s. Cette même année, il établit un record sur le Cervin, en 2 h 52 aller-retour depuis Breuil-Cervinia, côté italien. En 2014, il réalise le record de l'ascension de l'Aconcagua en Argentine en 12 h 49. En 2014, il gravit le mont McKinley en 11 h 40. En 2017, il gravit deux fois de suite l'Everest sans oxygène et sans assistance, le tout en moins d'une semaine, même si la réalité de ces ascensions est contestée